# Marquis de Cholmondeley
Marquis de Cholmondeley (Marquess of Cholmondeley), est un titre de la pairie du Royaume-Uni.

## Histoire
Le marquisat a été créé en 1815 pour George Cholmondeley, 4e comte de Cholmondeley. Il est aujourd'hui porté par son descendant le septième marquis, David Cholmondeley. Le marquis de Cholmondeley est l'un des codétenteurs de la dignité de grand chambellan de Grande-Bretagne, qui lui assure un siège à la Chambre des lords. Tous les marquis de Cholmondeley, depuis 1815, sont des descendants directs de Robert Walpole (1676-1745), chef du gouvernement de Grande-Bretagne de 1721 à 1742, par l'intermédiaire de sa fille Lady Mary Walpole et du fils de celle-ci, George Cholmondeley (1724-1764), vicomte Malpas, père du premier marquis.
Le marquis porte également les titres de comte de Cholmondeley (créé en 1706 dans la pairie d'Angleterre), comte de Rocksavage (1815 - pairie du Royaume-Uni), vicomte Malpas (1706), vicomte Cholmondeley (1661 - pairie d'Irlande), baron Cholmondeley de Namptwich (1689 - pairie d'Angleterre), baron Newburgh (1716 - pairie de Grande-Bretagne) et baron Newborough (1716 - pairie d'Irlande).
Les résidences principales de la famille Cholmondeley sont Houghton Hall dans le Norfolk et le château de Cholmondeley dans le Cheshire.

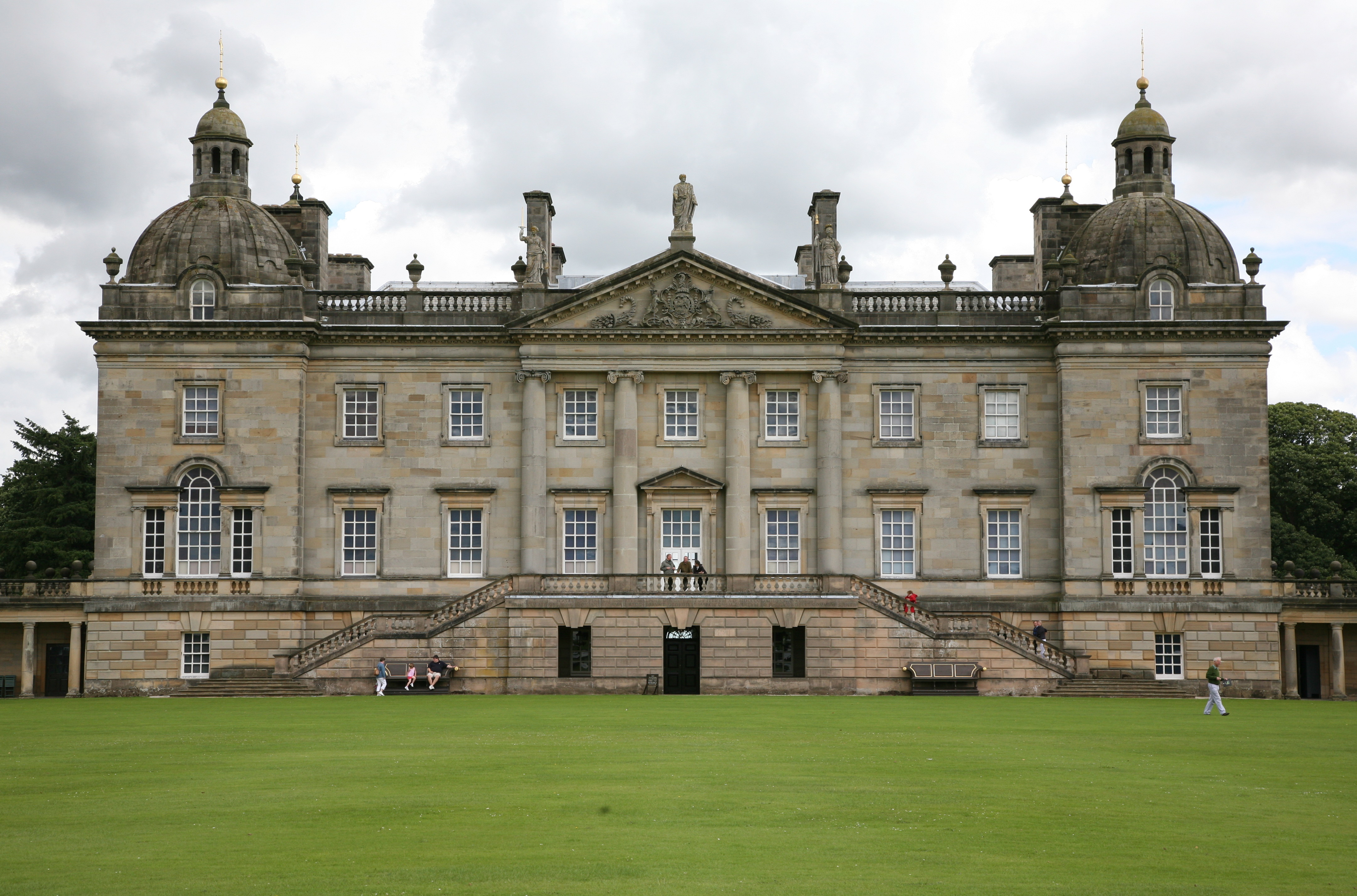
Houghton Hall, résidence principale des marquis de Cholmondeley

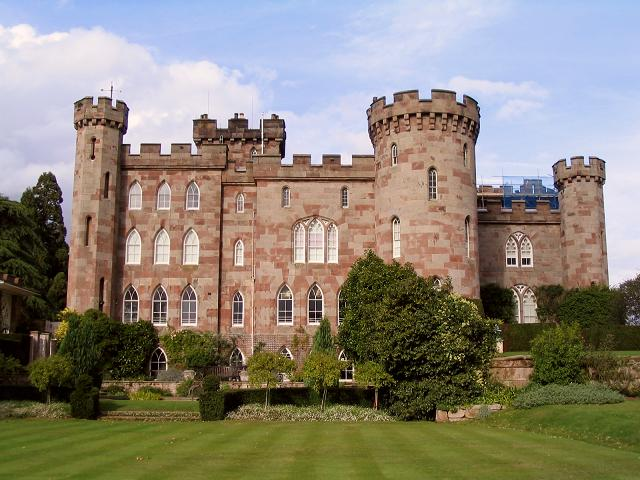
Cholmondeley Castle, dans le Cheshire, siège familial des marquis.

## Vicomte Cholmondeley (1661)
- Robert Cholmondeley (?-1681)
- Hugh Cholmondeley (1662-1725) (créée comte de Cholmondeley en 1706)

## Comte de Cholmondeley (1706), Baron Newborough (1716), Baron Newborough (1716)
- Hugh Cholmondeley (1662-1725)
- George Cholmondeley (1666-1733)
- George Cholmondeley (1703-1770) 
  - George Cholmondeley, vicomte Malpas (1724-1764)
- George Cholmondeley (1749-1827) (créée marquis de Cholmondeley en 1815)

## Marquis de Cholmondeley (1815)
- George Cholmondeley (1749-1827)
- George Cholmondeley (1792-1870)
- William Cholmondeley (1800-1884)
  - Charles Cholmondeley, vicomte Malpas (1829-1869)
- George Cholmondeley (1858-1923)
- George Cholmondeley (1883-1968)
- Hugh Cholmondeley (1919-1990)
- David Cholmondeley (né en 1960)

L'héritier apparent est Alexander Hugh George Cholmondeley, comte de Rocksavage, l'aîné des fils jumeaux du titulaire actuel (né en 2009). Son jeune frère jumeau est Lord Oliver Timothy George Cholmondeley.